# Kulturhaus Aue

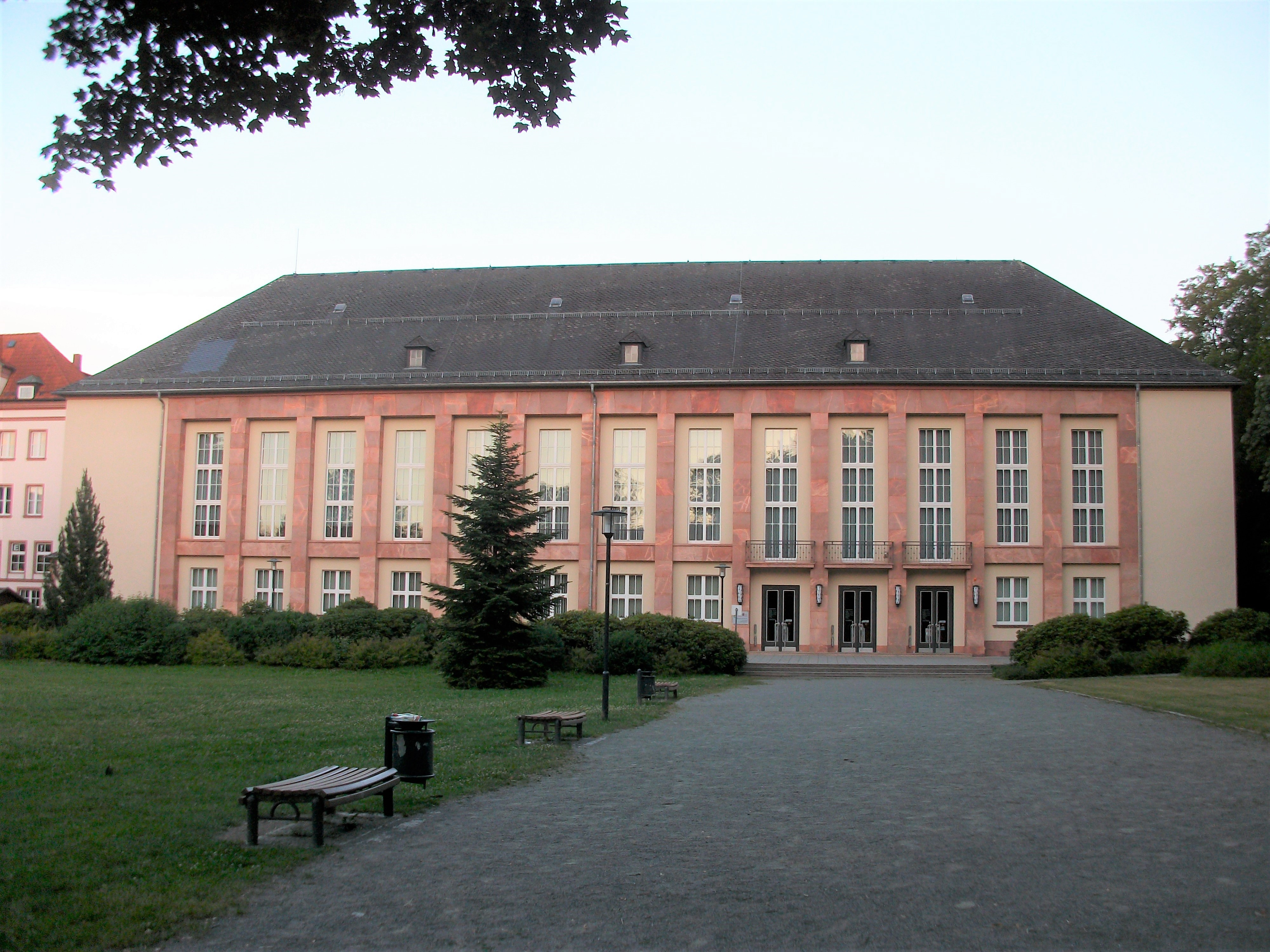
Ansicht des Hauptgebäudes vom Stadtgarten aus

Das Kulturhaus Aue ist eine kulturelle Einrichtung im Ortsteil Aue der Großen Kreisstadt Aue-Bad Schlema. Es entstand in den 1950er Jahren im Zusammenhang mit dem Uranbergbau durch die SDAG Wismut am Rande des Stadtgartens. Nach 1990 wurde es von der damaligen Stadtverwaltung zusammen mit einem Denkmal für Ernst Thälmann und der benachbarten Freilichtbühne mit den Grünanlagen unter Denkmalschutz gestellt. Die gesamte Einrichtung trägt seit 2008 den Namen Kulturzentrum des Erzgebirgskreises und umfasst die weiteren Kultureinrichtungen im Umkreis der Stadt: Schloss Schwarzenberg sowie das Zeiss-Planetarium und Sternwarte in Schneeberg.

## Lage
Das Bauwerk mit der Adresse Goethestraße 2 steht am westlichen Rand des Auer Stadtgartens auf einer ansteigenden Fläche. Der Nebeneingang für den Süd- und Westflügel hat die Adresse Lessingstraße. 
Auf der Nachbarparzelle befindet sich das Rathausgebäude der Großen Kreisstadt Aue-Bad Schlema; beide Gebäudeteile sind baulich miteinander verbunden und bestehen als ein architektonischer Gesamtkomplex.

## Baugeschichte

### Überblick
Das Kulturhaus Aue wurde von 1953 bis 1958 als Kreiskulturhaus Ernst Thälmann durch die SDAG Wismut auf Teilen der Carola-Anlage (Vorläufer des heutigen Stadtgartens) errichtet. Geplant wurde das Gebäude vom Architekten Heinz Voigtmann. Für den Bau mussten eine Freilichtbühne, die zweite lange steinerne Treppe zum oberen Wohngebiet und ein Springbrunnenensemble mit umgebenden Rosenbeeten an dieser Stelle abgetragen werden.
Zum Kulturdenkmal gehören die 1962 neu gebaute Freilichtbühne, das nebenstehende Thälmann-Denkmal (1972) sowie der gesamte Stadtgarten.
Zwischen 1992 und 2013 erfolgten umfangreiche Rekonstruktions- und Sanierungsarbeiten, die fast das gesamte Innere aber auch die äußere Bausubstanz betrafen, hervorzuheben sind:
- Neues schiefergedecktes Dach,
- Putzerneuerung,
- Einsetzung neuer Fenster,
- Erneuerung der Terrasse zur Parkseite hin,
- Modernisierung der gesamten Betriebs- und Sanitärtechnik,
- behindertengerechter Umbau.

Das Kulturzentrum des Erzgebirgskreises wird gefördert vom Kulturraum Erzgebirge-Mittelsachsen.

### Kunst am Bau

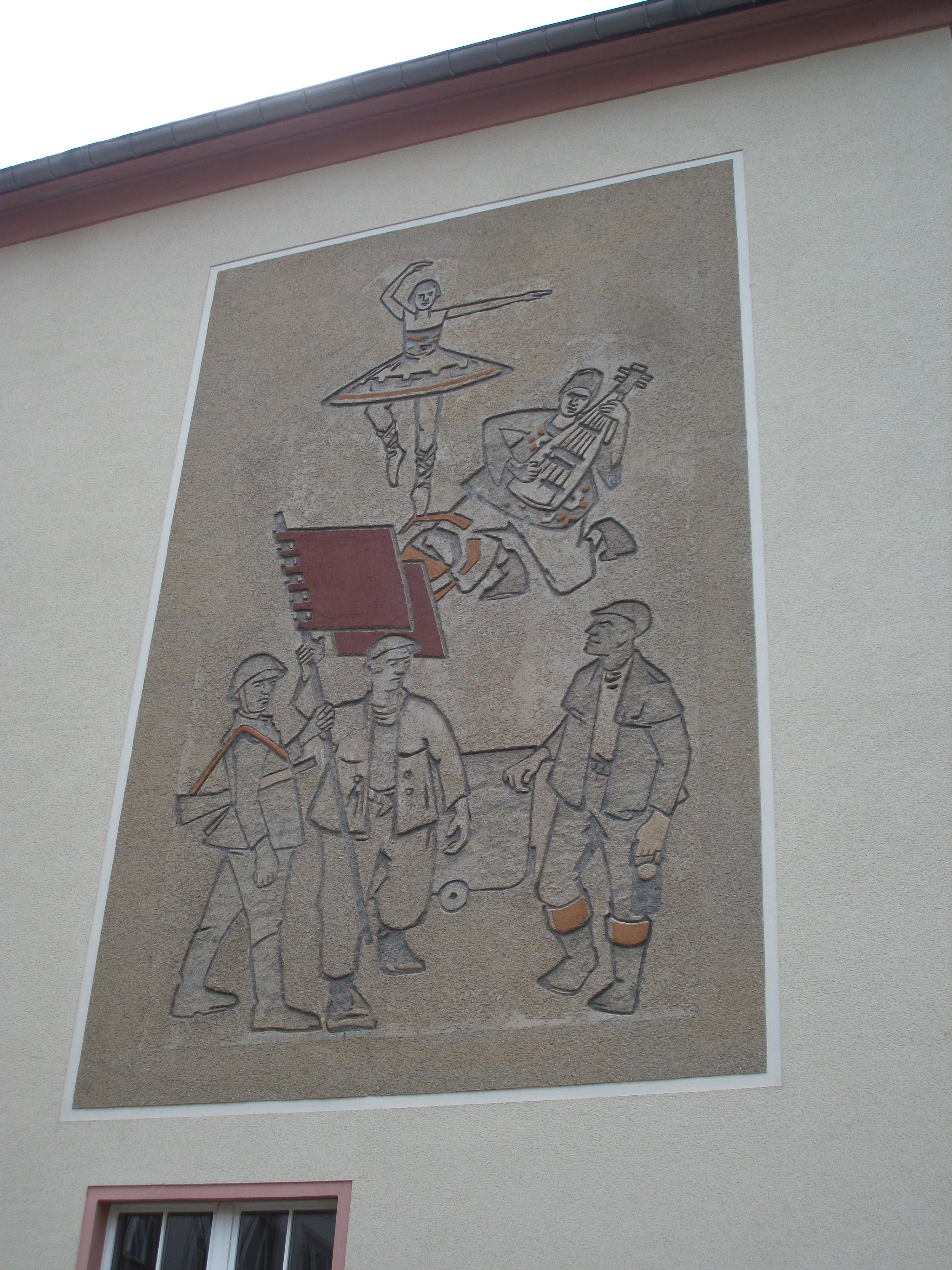
Giebelbild am Kulturhaus

An der nördlichen Fassade zur Goethestraße wurde zusammen mit dem Bau des Hauses auch ein Sgraffito-Wandbild geplant, das beim Verputzen hergestellt wurde. Es ist 3,47 m breit, 6,15 m hoch und zeigt symbolhaft das Tanzensemble im Haus, die Arbeiter und Bergarbeiter des Ortes, die alle von einem Soldaten beschützt werden. Die Bildvorlage stammt von dem Maler und Grafiker Heinz Lanzendorf aus Werdau. 
Im Foyer befindet sich ein weiteres Wandbild, ein mosaikartiges Sgraffito, das nach einem Entwurf des Karl-Marx-Städter Künstlers Rudolf Kraus entstanden ist. Das zweiteilige langgestreckte Bild symbolisiert die Erbauer und Eigentümer des Hauses in enger Zusammengehörigkeit mit Künstlern: auf der einen Seite sind ein Kumpel, Arbeiter und eine LPG-Bäuerin dargestellt, die sich zur Gruppe der Kunstmaler, Dichter, Musiker und Schauspieler hinwenden, die mit ihrer Kunst den Menschen dienen und auf der anderen Seite zu sehen sind. Das Wandbild schmückt die Fläche über dem Büfett.

## Nutzungsgeschichte
Nach seiner Einweihung am 7. Oktober 1958 durch Mitglieder der DDR-Regierung diente das Gebäude bis 1962 hauptsächlich als Betriebskulturhaus der Wismut und als Sitz des staatlichen Orchesters Aue, welches 1888 als Städtisches Musikcorps gegründet bis heute als professionelles klassisches Sinfonieorchester durch verschiedene Namensänderungen hindurch als Erzgebirgische Philharmonie Aue und Teil der Erzgebirgischen Theater und Orchester GmbH (ETO) (im Städteverbund mit Annaberg-Buchholz) fortbesteht und im Kulturhaus Aue seinen Stammsitz hält. Im Jahr 1963 übernahm der Rat des Kreises Aue die Rechtsträgerschaft und das Haus erlangte den Status eines Kreiskulturhauses; aus dem Orchester wurde in den sechziger Jahren das staatliche Tanzorchester Aue. Zahlreiche Ausstellungen zu Kunst oder aktuellen Themen wurden in den Räumen des Kulturhauses gezeigt. Auch der Künstler Heinrich Witz war in den Räumen tätig und arbeitete eng mit den Teilnehmern der Mal- und Schreibzirkel zusammen, die ihm manche Anregung zu seinen Bildern gaben. Zudem entwickelte sich hier seit 1958 das zweite Arbeitertheater der DDR mit Laienschauspielern; die erste derartige Einrichtung befand sich in der Warnowwerft.
Im Juni 1963 gewann das Auer Kulturhaus im Rahmen eines DDR-Leistungsvergleichs die staatliche Auszeichnung „bestes Kreiskulturhaus des Bezirks Karl-Marx-Stadt“.
Die in der DDR-Zeit in allen Bezirken etablierten neuen Kulturveranstaltungen wie die Festspielwochen im Rahmen von Arbeiterfestspielen oder das 1970 ins Leben gerufene Fest des Liedes und des Tanzes fanden in den Jahren 1964 bis 1989 im und um das Kulturhaus Aue statt.
Schrittweise kamen bis zur Wende weitere Kulturbereiche wie ein Volkskunstensemble, das durch die Pflege und Darbietung erzgebirgischer Lieder und Musik bald weit über Aue hinaus bekannt wurde, ein Chor und andere Instrumentalgruppen hinzu, sodass schließlich ein multifunktionales Kulturzentrum entstanden ist. Nach der deutschen Wiedervereinigung gelang es engagierten Musikern des lokalen Gesangs-, Tanz- und Instrumentalensembles unter dem neuen Namen Erzgebirgsensemble Aue GmbH weiterzubestehen und die regionalen Traditionen fortzuführen; zum Leiter des Ensembles wählten die Mitglieder Steffen Kindt.
Das ansässige professionelle Sinfonieorchester fungierte bis 1997 als Erzgebirgisches Sinfonieorchester Aue, danach und bis jetzt als Teil der 1997 neugegründeten Erzgebirgischen Theater- und Orchester GmbH (ETO), als Erzgebirgische Philharmonie Aue, deren Generalmusikdirektor und Chefdirigent Jens Georg Bachmann ist.
Im Jahr 1995 ließ die Stadtverwaltung eine Projektstudie erstellen, wie das Kulturhaus zum Kulturzentrum des neuen Landkreises Aue-Schwarzenberg werden könne. Es wurde im Jahr 2000, nachdem auch die Musikschule des Landkreises hier eingezogen war, mit dem Museum Schloss Schwarzenberg zum Kulturzentrum zusammengefasst.
Das Haus beherbergt mit Stand vom Oktober 2022 folgende Einrichtungen:
- Erzgebirgische Philharmonie Aue mit 10 Philharmonischen Konzerten und weiteren Sonderkonzerten (Silvester, Fasching, Konzertpädagogik, Rathauskonzerte),
- Galerie der anderen Art mit wechselnden Ausstellungen (seit 2008),
- Kreativbereiche für Kinder und Jugendliche (Fotografie, Klöppeln, Keramik, Malen und Zeichnen),
- Erzgebirgisches Sinfonieorchester (Auer Sinfoniker), ein lokales Amateurorchester,
- Erzgebirgsensemble Aue,
- Blema-Chor ‚Gerhard Hirsch‘, 1946 gegründet,[11]
- Musikschule des Landkreises und Werkstätten (seit 1998),
- Auer Volkshochschule nutzt Räumlichkeiten des Kulturhauses für Kurse.

Alle zusammen bieten über den Jahreslauf ein abwechslungsreiches Kulturprogramm für alle Altersklassen.
Die Erzgebirgische Theater und Orchester GmbH (ETO) bietet - neben den 10 Philharmonischen Konzerten der Erzgebirgischen Philharmonie jährlich verschiedene Aufführungen aus ihren Sparten Schauspiel und Musiktheater an und veranstaltet mit der Erzgebirgischen Philharmonie seit 2010 zu Beginn jeden Jahres außerdem einen Tanzball (PhilharmonieBall) in den drei Etagen des Auer Kulturhauses, auf dem zusätzlich zum Ballkonzert der Philharmonie weitere philharmonische Ensembles und externe Bands in den verschiedenen Sälen des Gebäudes auftreten.
Außerdem finden über das Jahr verteilt auch Auftritte von Gastkünstlern oder Gastensembles in den Räumen des Kulturhauses oder Aufnahmen für CDs, Radio und Fernsehen statt.

## Architektur
Das Kulturhaus entstand in Anlehnung an den Neoklassizismus in einer modernen Formensprache der Nationalen Tradition.
Das langgestreckte dreietagige Gebäude mit den Seiten 58 m mal 17,60 m wird durch einen rechtwinkligen im gleichen Baustil ausgeführten Nord-Süd-Anbau (47 m × 23,90 m, allerdings etwas niedriger) sowie einen daran angefügten südlichen Flügelstummel (27,80 m × 19,50 m) ergänzt, der an die Lessingstraße grenzt und mit dem Rathausgebäude verbunden ist. Der Baukomplex hat einen groben, auf dem Kopf stehenden L-förmigen Grundriss; der östliche Giebel des Stummels schließt an das Gebäude der Deutschen Rentenversicherung lückenlos an. 
Die Pultdachelemente des Kulturhauses sind mit einigen Dachgauben unterbrochen, so dass die darunter vorhandenen Dachräume in Teilen genutzt werden können.
Der Hauptbau ist auf der nördlichen Parkseite in 13 Fensterachsen gegliedert. Die senkrechten Fensterelemente bestehen aus einem oberen längeren rund 10 m hohen Sprossenelement, das untere Fensterteil ist (geschätzt) vier Meter hoch. Die gesamte Fassadenfläche ist mit rosa/rot-geflammten Natursteinverkleidungen aus Rochlitzer Porphyr in Form von Pilastern und horizontalen Elementen zur Betonung der großen Fensterflächen eingefasst. Die Fenster oberhalb der drei Türen sind mit französischen Balkons ausgestattet.

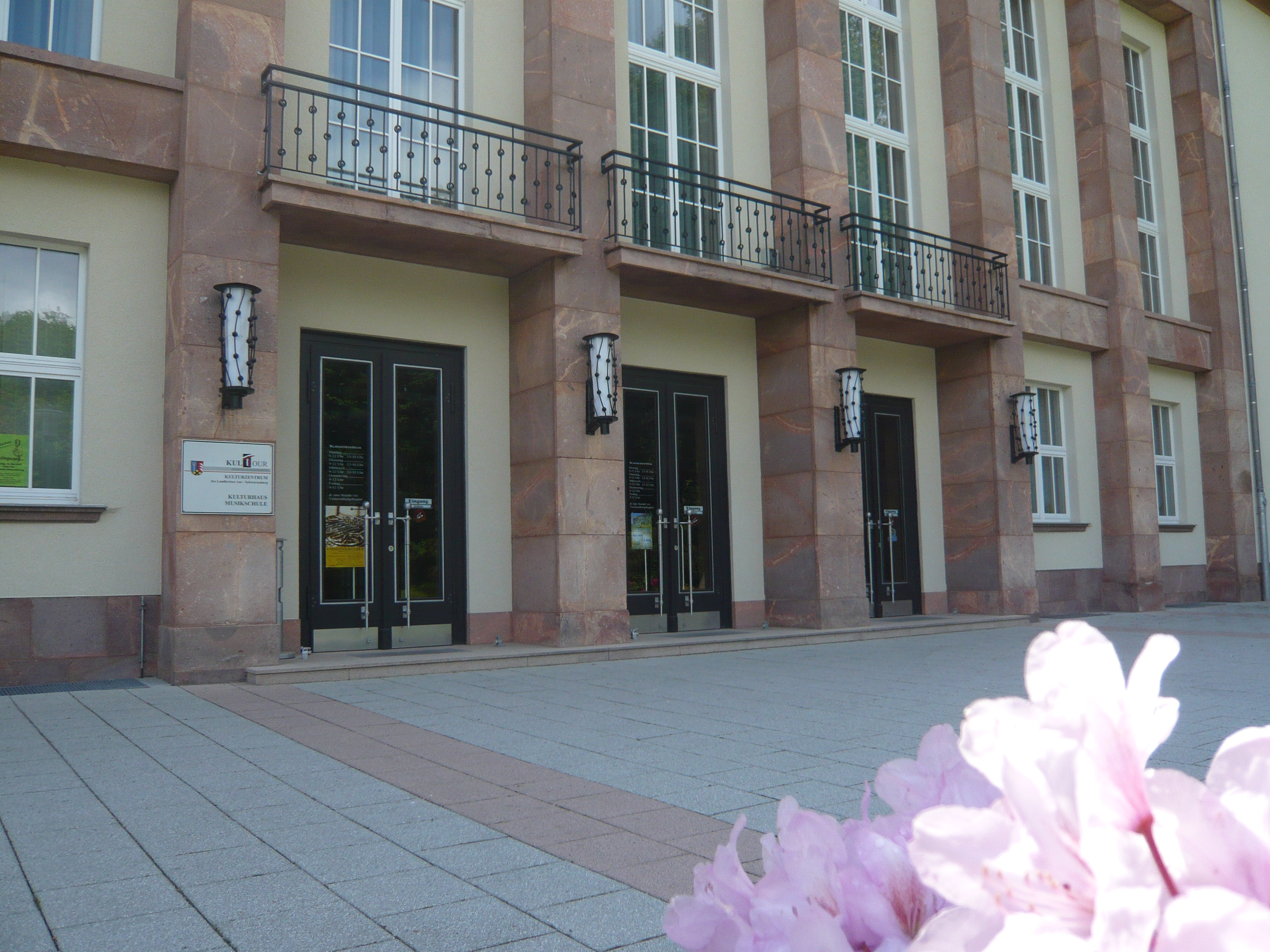
Haupteingang

Der Haupteingang ist im Baukörper asymmetrisch angeordnet und besteht aus drei gleich großen Eingangstüren.
Neben diesen Eingängen sind auf den Natursteinpilastern zylinderförmige Wandleuchten angebracht, deren Glaskörper mit Metallstäben geschmückt sind. 
Das Kulturhaus besitzt Konzert-/Theatersäle und/oder Tagungsräume. Der große Saal bietet Platz für 784 Zuschauer, verteilt auf 26 fest installierte Sitzreihen hintereinander im Parkettbereich und sieben Sitzreihen auf dem Balkon. Außerdem verfügt er über eine Bühne und ist mit Kassettendecke und holzgetäfelten Wänden verziert.
Des Weiteren gibt es den Kleinen Saal mit einer Bühne in den Abmessungen vier mal acht Meter, variabler Bestuhlung und einer mobilen Ton- und Lichtanlage; der Saal ist rund 20 m lang.
Zum Bestand zählen die Galerie, ein großzügiges Foyer mit dem oben beschriebenen Wandmosaik, darüber hinaus Büroräume (Kulturhausverwaltung, Musikschule, Erzgebirgische Philharmonie, Erzgebirgsensemble), Garderoben, ein Ballettsaal und Probenräume. In den Repräsentationsräumen hängen große Kronleuchter.
Der Nebeneingang in der Lessingstraße zeigt den Einsatz der gleichen Baumaterialien wie der  Rochlitzer Porphyr sowie weitere typische Merkmale des Neoklassizismus wie ein angedeutetes Rundbogenportal.
Das amtliche Denkmalverzeichnis führt das Kulturhaus als „repräsentativen, bis ins Detail original erhaltenen, die Architektur der ‚Nationalen Tradition‘ mit modernen Formen kombinierenden Gemeinschaftsbau der stadtprägenden Wismut-Ära“.